# Cristianisme Positiu

Bandera dels Cristians Alemanys, el moviment associat amb el cristianisme positiu

El Cristianisme Positiu (en alemany: Positives Christentum) va ser un eslògan de la propaganda nazi adoptada en el congrés del NSDAP de 1920 per expressar una visió alternativa del món cristià confessional, es va oposar vigorosament a l'esperit del materialisme jueu, i orientat en el marc de l'associació voluntària dels que tenen un origen comú ètnic-racial.

## Els aspectes teològics i doctrinals
Els partidaris del cristianisme positiu van argumentar que el cristianisme tradicional havia posat èmfasi en el seu sacrifici en la creu i la redempció (Cristianisme passiu), volien substituir això per una èmfasi en Crist com un predicador actiu (Cristianisme Positiu), organitzador i lluitador que es va oposar a la institucionalització del judaisme de la seva època. En diversos punts en el règim nazi, es va tractar de reemplaçar el cristianisme convencional, amb el "positivisme" alternatiu.
Les diferències teològiques i doctrinals van ser:
- El rebuig dels jueus en totes les parts de la Bíblia (incloent fins i tot l'Antic Testament)
- L'objectiu polític de la unitat nacional, per superar les diferències confessionals, d'exterminar el catolicisme, el protestantisme i aplegar els alemanys en una única Església nacionalsocialista.[2]

## Orígens
El Cristianisme Positiu va sorgir de l'Alta crítica del segle xix, amb la seva èmfasi en la distinció entre el Jesús històric i el Jesús diví de la teologia. Mentre que molts erudits van buscar el lloc de Jesús en el context de l'antic judaisme, alguns escriptors reconstruïren la idea d'un Jesús històric que corresponia a la ideologia antisemita. En els escrits dels antisemites com Emile Burnouf, Houston Stewart Chamberlain i Paul de Lagarde, Jesús es va definir com un "ari" heroi que va lluitar contra el judaisme. L'Alta Crítica, sovint rebutja o minimitza els aspectes miraculosos dels relats evangèlics, fent més humà al Crist. Tots dos Burnouf i Chamberlain van sostenir que la població de Galilea era racialment diferent de la de Judea.

## Dintre el Partit Nazi
Aquestes idees van ser captades amb entusiasme en el moviment nazi, que les va fer circular en les seves revistes com Der Stürmer i Völkischer Beobachter, ambdós dels quals van destacar el suposat caràcter "nòrdic" de Jesús. No obstant això, el partit va tenir la precaució de subratllar que el cristianisme positiu no havia de contradir les teologies tradicionals de les esglésies establertes. Ja el 1920 els nazis en els seus respectius 25 punts del programa del partit, afavoria la llibertat de religió, sempre que no corrompés la moral alemanya o posés en perill l'existència de l'Estat, i que, el partit, com a tal, té la seva base en un cristianisme positiu.
Malgrat això, un nombre de nazis va desafiar obertament a les esglésies establertes. Alfred Rosenberg, editor del Völkischer Beobachter, va desenvolupar una versió radical del cristianisme positiu al mite del segle xx, en què sostenia que les esglésies catòlica i protestant havien distorsionat el cristianisme de manera que l'aspecte "heroic" i "germànic" de la vida de Jesús havia estat ignorat. Per Rosenberg, el Cristianisme positiu era una ideologia de transició que obriria el camí a la recuperació de la plena religió ària. Volent contrastar les idees derivades de la raça "ària" amb les religions com l'hinduisme vèdic o la religiositat persa (maniqueisme, etc.) Ells van tractar de separar els nazis de les afiliacions església, la prohibició de drames de Nadal i per demanar la fi de les oracions diàries a les escoles.
Hitler es va distanciar de les idees més radicals de Rosenberg, que volia conservar el suport dels electors conservadors cristians i l'elit social, però va insistir en la conveniència del cristianisme positiu. Com un aspecte de la Gleichschaltung, el règim va preveure nazificar l'Església Protestant a Alemanya, mitjançant la unificació de les esglésies separades de l'estat en una església nacional única que estava controlada per la facció cristiana alemanya. Després d'alguns fracassos, Hitler va desistir en la nazificació directa de les Esglésies Alemanyes.
Amb la caiguda del nazisme el 1945, el Cristianisme Positiu com a moviment, va caure en l'oblit. Aquest segueix sent adoptada per alguns grups Cristians minoritaris en l'actualitat.